# My Prerogative
My Prerogative – pierwszy singel amerykańskiej piosenkarki Britney Spears z jej piątego albumu pt. Greatest Hits: My Prerogative, zawierającego jej największe przeboje; wydany 1 listopada 2004 roku. Piosenka ta jest coverem utworu „My Prerogative” Bobby’ego Browna z 1988 roku.

## Teledysk
Do singla powstały 2 teledyski:
1 wyreżyserowany został przez Jake’a Nava w którym gościnnie wystąpił Kevin Federline, został uznany za najlepszy teledysk 2004 roku przez magazyn Rolling Stone.
2 emitowany był tylko na MTV, przedstawiał artystkę tańczącą w bieliźnie na łóżku w szaro-czarno-białych kolorach.

## Pozycje singla
| Notowanie                              | Pozycja |
| -------------------------------------- | ------- |
| Finlandia Singles Chart                | 1       |
| Irlandia Singles Chart                 | 1       |
| Norwegia Singles Chart                 | 1       |
| Izrael Singles Chart                   | 1       |
| Włochy Singles Chart                   | 1       |
| Tajwan Singles Chart                   | 1       |
| USA „Billboard” Bubbling Under Hot 100 | 1       |
| Ukraina Singles Chart                  | 2       |
| Hiszpania Singles Chart                | 2       |
| Wielka Brytania Singles Chart          | 3       |
| Dania Singles Chart                    | 3       |
| USA „Billboard” Hot Digital Tracks     | 3       |
| Europa Singles Chart                   | 3       |
| Niemcy Singles Chart – Media Control   | 3       |
| Belgia Singles Chart                   | 3       |
| Szwajcaria Singles Chart               | 4       |
| United World Chart                     | 4       |
| Grecja Singles Chart                   | 4       |
| Portugalia Singles Chart               | 4       |
| Węgry Single Charts                    | 5       |
| Szwecja Singles Chart                  | 6       |
| Australia ARIA Singles Chart           | 7       |
| Austria Singles Chart                  | 7       |
| Brazylia Singles Chart                 | 7       |
| Chile Airplay Chart                    | 7       |
| Argentyna Airplay Chart                | 8       |
| Niemcy Singles Chart                   | 10      |
| Tokio Hot 100                          | 10      |
| Ameryka Południowa Airplay Chart       | 10      |
| Nowa Zelandia RIANZ Singles Chart      | 17      |
| Francja Singles Chart                  | 18      |
| Japonia „Oricon” Singles Chart         | 98      |

## Formaty i track listy singla
| Europejski/Australijski/Japoński CD Singel 1. „My Prerogative” – 3:33 2. „My Prerogative” [Instrumental] – 3:33 3. „My Prerogative” [X-Press 2 Vocal Mix] – 7:19 4. „My Prerogative” [Armand Van Helden Remix] – 7:49 5. „My Prerogative” [X-Press 2 Dub] – 7:19 Brytyjski CD Singel 1. „My Prerogative” – 3:33 2. „Chris Cox Megamix” – 5:11 Brytyjski DVD Singel 1. „My Prerogative” (Video) 2. Photo Gallery Brytyjski Promocyjny Singel: Normal-CD 1. „My Prerogative” – 3:33 | Brytyjski Promocyjny 12" Vinyl Singel - Strona A: 1. „My Prerogative” [Armand Van Helden Remix] – 7:49 - Strona B: 1. „My Prerogative” [X-Press 2 Vocal Mix] – 7:19 - Strona C: 1. „Chris Cox Megamix” – 5:11 - Strona D: 1. „My Prerogative” [X-Press 2 Dub] – 7:19 Amerykański Promocyjny Singel: Normal-CD 1. „My Prerogative” – 3:33 2. „My Prerogative” [Call-Out Research Hook #1] – 0:09 3. „My Prerogative” [Call-Out Research Hook #2] – 0:10 |

## Remiksy/Oficjalne wersje
- Album Version – 3:33
- Instrumental – 3:33
- Video Edit – 3:41
- Alex D. Radio Remix – 4:43
- Armand Van Helden Remix – 7:37
- Armand Van Helden Dub – 7:35
- X-Press 2 Vocal Mix – 7:21
- X-Press 2 Dub – 7:22
- X-Press 2 Radio Edit – 4:17
- LB Phunkstar Mix – 5:50
- JJ Flores X-Mix – 5:45
- SugarDip Club Mix – 7:21